# Susan Helms
Susan Jane Helms (født 26. februar 1958) er tidligere amerikansk NASA-astronaut og nuværnede majorgeneral af United States Air Force. Hun har deltaget i forskellige rumfærgeture, og var på et fast "ophold" i over 5 måneder på Den Internationale Rumstation (ISS).
Hun blev astronaut i juli 1991, og fløj med på STS-54 (1993), STS-64 (1994), STS-78 (1996), og STS-101 (2000).